# Bahnhof Ōguchi
Der Bahnhof Ōguchi (jap. 大口駅, Ōguchi-eki) ist ein Bahnhof auf der japanischen Insel Honshū. Er wird von der Bahngesellschaft JR East betrieben und befindet sich in der Präfektur Kanagawa auf dem Gebiet der Stadt Yokohama, genauer im Bezirk Kanagawa-ku.

## Beschreibung
Ōguchi ist ein Durchgangsbahnhof an der von JR East betriebenen Yokohama-Linie, die von Hachiōji nach Higashi-Kanagawa führt. Tagsüber fahren Nahverkehrszüge einerseits zwischen Hachiōji und Higashi-Kanagawa, andererseits zwischen Hashimoto und Sakuragichō (jeweils dreimal stündlich), was sechs Verbindungen je Stunde ergibt. Während der Hauptverkehrszeit werden bis zu 15 Züge je Stunde angeboten, wobei die Mehrzahl bis Sakuragichō verkehren (in einzelnen Fällen bis Ōfuna). Auf dem westlichen Bahnhofsvorplatz befindet sich eine Bushaltestelle, die von zwei Linien des Verkehrsamts der Stadt Yokohama bedient wird; eine weitere Linie hält vor dem Osteingang.
Der Bahnhof steht im namensgebenden Stadtteil Ōguchi, der zum Bezirk Kanagawa-ku gehört. Er ist von Süden nach Norden ausgerichtet und besitzt zwei Gleise, die beide dem Personenverkehr dienen. Diese liegen an einem überdachten Mittelbahnsteig, der durch eine gedeckte Überführung mit den Empfangsgebäuden beidseits der Strecke verbunden sind (das größere steht an der Westseite). Drei Aufzüge sorgen für barrierefreien Zugang.
Im Fiskaljahr 2018 nutzten durchschnittlich 18.817 Fahrgäste täglich den Bahnhof.

## Gleise
JR East
| 1 | ▉ Yokohama-Linie | Machida • Hashimoto • Hachiōji            |
| 2 | ▉ Yokohama-Linie | Higashi-Kanagawa • Yokohama • Sakuragichō |

## Geschichte
Die Yokohama-Linie besteht seit 1908, doch hielten hier zunächst fast vier Jahrzehnte lang keine Züge. Das Verkehrsministerium, das damals für den Betrieb der staatlichen Eisenbahnen zuständig war, eröffnete den Bahnhof am 20. Dezember 1947. Im Rahmen der Privatisierung der Japanischen Staatsbahn ging der Bahnhof am 1. April 1987 in den Besitz der neuen Gesellschaft JR East über.